# In viaggio con Charlie
In viaggio con Charlie (Charlie & Boots) è un film del 2009 diretto da Dean Murphy.
La pellicola, con protagonisti Paul Hogan e Shane Jacobson, nel weekend d'apertura, ottenne il record di incassi per un film australiano. Sono mostrate molte piccole città australiane. È anche presente un cameo di Reg Evans, che morì in un incendio nel 2009 prima che il film fosse uscito nelle sale. Il film è dedicato alle vittime degli incendi.

## Trama
Il film inizia con la morte di Gracie, madre di Boots e moglie di Charlie. Boots decide di andare a visitare Charlie nella fattoria di famiglia e lo trova chiuso in casa, al buio.
Quindi prende il padre per andare a pescare sulla punta più settentrionale dell'Australia, a causa di qualcosa che il padre gli disse quando era un ragazzino. Quando il viaggio comincia anche il rapporto tra padre e figlio migliora.
Durante il loro viaggio incontrano un'autostoppista, Jess, che ha problemi con il proprio ragazzo.